# Linea M3 (metropolitana di Istanbul)
La linea M3 della metropolitana di Istanbul, ufficialmente denominata linea metropolitana M3 Bakırköy Sahil–Kayaşehir Centro (in turco M3 Bakırköy Sahil-Kayaşehir Merkez Metro Hattı), è una linea di transito rapido di 26,7 chilometri con 20 stazioni facente parte del sistema di metropolitane di Istanbul, in Turchia. Essa è situata nella parte europea della città, e opera tra lo scalo marittimo di Bakırköy e Kayaşehir Centro, estendendo il servizio della linea M1B da Yenikapı a Kayaşehir Centro. La linea M3 è di colore azzurro sui segnali delle stazioni, sui segnali stradali e sulla mappa ufficiale della rete di trasporto rapido.

## Costruzione
La costruzione della linea è iniziata nel 2006 a seguito della firma del relativo contratto nel maggio dello stesso anno. A marzo 2009 i tunnel sono stati completati. Il materiale rotabile è stato consegnato nel gennaio 2010 e nel dicembre dello stesso anno è stata effettuata la prima corsa di prova dei treni. I diritti operativi della linea sono stati trasferiti dall'autorità degli autobus İETT alla società İstanbul Ulaşım nel giugno 2011. Dopo che il sistema di segnalazione della linea è stato completamente installato nel marzo 2012, le corse di prova sono iniziate nel giugno 2012. L'11 settembre 2012 la linea M3 ha iniziato a funzionare in modo non ufficiale.  La linea M3 è entrata ufficialmente in servizio il 14 giugno 2013. Il 29 maggio 2021 il ramo Ikitelli-Olimpiyat è stato convertito nella linea M9.
L'8 aprile 2023 è entrato in servizio il prolungamento con 4 stazioni da Metrokent a  Kayaşehir Centro della linea M3. In questo modo, la linea fornisce un collegamento metropolitano a Başakşehir Çam e all'ospedale cittadino Sakura City.
La stazione di Ziya Gökalp Mahallesi è l'unica stazione sotterranea scavata in situ senza rimuovere il terreno sovrastante, mentre tutte le altre stazioni sotterranee sulla linea sono costruite con il metodo cut-and-cover, costruite in una trincea poco profonda e poi ricoperte. I tunnel della linea sono tubi gemelli. La linea tra Kirazlı e MetroKent è stata costruita con una TBM (Tunnel Boring Machine), mentre la linea tra İkitelli e lo Stadio Olimpico è stata costruita utilizzando il metodo New Austrian Tunneling (NATM).
La sezione rimanente Bakırköy Sahil - Kirazlı della linea, composta da 7 stazioni, è operativa dal 10 marzo 2024. Di queste, solo la stazione di Yildiztepe all'interno della tratta rimane in costruzione.
Con questo prolungamento la linea M3 si interfaccia con Marmaray e con la linea M1A.

## Caratteristiche tecniche
La linea M3 è lunga 26,7 chilometri e serve 20 stazioni in totale. Il centro di controllo operativo della linea M3 si trova nel Terminal MetroKent. Il materiale rotabile e i depositi di manutenzione si trovano a Olimpiyatköy oltre il terminal Olimpiyat Parkı, su un'area di 70.000 m2. Il deposito del materiale rotabile è in grado di contenere 180 vetture. L'officina di manutenzione occupa un'area coperta di 10.000 m2.
Il materiale rotabile è stato consegnato dalla società francese Alstom. Le vetture completamente climatizzate, che costano 1,149 milioni di euro l'una, sono dotate di sedili rivestiti con materiale tessile antibatterico. È possibile passare da un vagone all'altro di un convoglio per consentire una distribuzione omogenea della folla di passeggeri.
Un totale di 80 carrozze, 20 gruppi di treni a quattro carrozze, sono in grado di trasportare fino a 70.000 passeggeri all'ora per direzione tra le ore di funzionamento dalle 6:00 del mattino presto alle 0:00 della mezzanotte. Il viaggio tra i terminal Kirazlı e MetroKent dura 20 minuti. I treni passano ogni cinque minuti nelle ore di punta.

### Sicurezza
Tutte le postazioni sono dotate di impianto video a circuito chiuso per il monitoraggio continuo dei binari. Nella linea della metropolitana sono installati sistemi antincendio di alto livello, che includono estintori automatici e uscite antincendio, dove sono stati utilizzati materiali non infiammabili e ignifughi.
L'alimentazione della linea è fornita in due punti diversi. In caso di interruzione di corrente in entrambi i punti di alimentazione, un sistema di alimentazione di emergenza che entra in funzione entro 15 secondi garantisce la marcia dei treni fino alla stazione successiva. Se il sistema del generatore di backup si guasta, un gruppo di continuità (UPS) fornisce energia per l'illuminazione di emergenza e i dispositivi elettronici al centro di controllo delle operazioni fino a tre ore. La segnaletica della linea metropolitana così come quella presso i depositi e gli scambi ferroviari, e anche i sistemi di controllo della marcia dei veicoli sono completamente automatizzati. Tuttavia, essi possono essere gestiti manualmente quando necessario.

## Materiale rotabile
Questa linea è gestita da treni Alstom che sono visivamente simili ai treni AM5-M2 e AM4-M4 anch'essi costruiti da Alstom che operano sulla metropolitana di Budapest. La differenza principale è che le unità di Istanbul sono dotate di pantografi solo per il funzionamento della linea aerea, mentre le unità di Budapest sono dotate di collettore di corrente solo per il funzionamento della terza rotaia.